# 三肋果属
三肋果属（学名：Tripleurospermum）是菊科下的一个属。该属共有30种，分布于北温带。